# Paola Calvetti
Paola Calvetti (Milán, 10 de enero de 1955) es una escritora y periodista italiana.

## Biografía
Estudió en el Liceo Lingüístico A. Manzoni y arte dramático en la Universidad de Bolonia. Tras graduarse, comenzó a trabajar en la Repubblica. Además ha trabajado también escribiendo para la RAI o La Scala.
Vive en Milán y tiene un hijo y una hija.

## Obras
- L'amore Segreto, 1999
- L'addio, 2001
- Né con te né senza di te, 2004
- Perché tu mi hai sorriso, 2006
- Noi due come un romanzo, 2009
- Cara sorella, 2011
- Olivia ovvero la lista dei sogni possibili, 2012
- Parlo d'amor con me. Vita e musica tra le mura di Casa Verdi, 2013
- Gli Innocenti, 2017
- Elisabetta II. Ritratto di regina, 2019